# N'acción
N'acción es el noveno álbum (CD+DVD) del grupo de rock asturiano Dixebra. Fue grabado en directo el sábado 3 de junio de 2006 en la Plaza del Parche de Avilés, en un concierto especialmente preparado y gestionado por el grupo para la grabación y en conmemoración de su vigésimo aniversario, con la asistencia de más de 3000 espectadores.
El trabajo consiste en un CD con 20 temas y un DVD con 22, seleccionados de los 28 que compusieron el repertorio de Dixebra en el concierto. La lista de canciones escogida es uno de los principales temas de conversación alrededor del disco, y Xune Elipe reconoce que les fue imposible incluir todos los clásicos de la banda, aunque ellos quedaron satisfechos con el resultado.
El DVD, con montaje del realizador luarqués Guillermo Fernandi, incluye también como extras un documental de 45 minutos sobre la historia y el funcionamiento del grupo, algunas tomas falsas y los tres videoclips lanzados por Dixebra.
La formación de Dixebra en el concierto fue la compuesta por Xune (voz), Primi (guitarra), Javi (bajo), Jorge (batería), Fernando (gaita), Agus (trompeta), Eladio (saxo) y Sergio en los controles de sonido; pero además participaron como músicos colaboradores durante todo el concierto Toño Gómez (trombón), Dani Antistylo (DJ) y Mario Fueyo "Dark la eMe" (teclados), y en la canción La danza participó como vocalista el reconocido Xosé Ambás.
Además, en los controles de grabación estuvo el músico y productor vasco Kaki Arkarazo, quien produjo tres de los álbumes de Dixebra.
A raíz de la colaboración en el concierto, Mario Fueyo pasó a integrar la formación oficial de Dixebra, convirtiéndose en el noveno componente del grupo.

## Lista de canciones
| CD 1. Día del ciclón (de Ensin novedá) 2. Rompi'l ritmu (de Ensin novedá) 3. Asturalia (de ¿Asturies o trabayes?) 4. Díes de comedia (de Sube la marea) 5. Indios (de Dieron en duru) 6. Vieyu combatiente (de Ensin novedá) 7. Ezeiza (de Sube la marea) 8. Cañicón (de Apúntate a la llista) 9. Pallabres vieyes (de Apúntate a la llista) 10. Dime cómo ye (de Sube la marea) 11. Ensin novedá (de Ensin novedá) 12. La danza (de Glaya un país) 13. Grieska (de Grieska) 14. Rapaza nacionaliega (de Grieska) 15. El manteru (de Ensin novedá) 16. Nesti mundiu traidor (de Dieron en duru) 17. Mañana fría (de Glaya un país) 18. La partida (de Glaya un país) 19. Duérmite neñu (de Apúntate a la llista) 20. Canciu d'amor (de Apúntate a la llista) | DVD 1. Día del ciclón (de Ensin novedá) 2. Rompi'l ritmu (de Ensin novedá) 3. Asturalia (de ¿Asturies o trabayes?) 4. Díes de comedia (de Sube la marea) 5. Indios (de Dieron en duru) 6. Vieyu combatiente (de Ensin novedá) 7. La caballería (de Ensin novedá) 8. Ezeiza (de Sube la marea) 9. Cañicón (de Apúntate a la llista) 10. Pallabres vieyes (de Apúntate a la llista) 11. Dime cómo ye (de Sube la marea) 12. Ensin novedá (de Ensin novedá) 13. La danza (de Glaya un país) 14. Grieska (de Grieska) 15. Rapaza nacionaliega (de Grieska) 16. Nesti mundiu traidor (de Dieron en duru) 17. Mañana fría (de Glaya un país) 18. La partida (de Glaya un país) 19. Duérmite neñu (de Apúntate a la llista) 20. Tía Nemesia (de ¿Asturies o trabayes?) 21. Nun llores (de Dieron en duru) 22. Canciu d'amor (de Apúntate a la llista) |

- Datos: Q9048269